# Научно-исследовательский институт теплоэнергетического приборостроения
АО «Научно-исследовательский институт теплоэнергетического приборостроения» («НИИТеплоприбор») — советское и российское научно-исследовательское предприятие, занимающееся решением теоретических, исследовательских и прикладных задач в области создания средств измерений, контроля, учёта, автоматического регулирования и управления энергетическими установками и технологическими процессами.

## История
«НИИЛаборприбор» был создан в 1946 году при Министерстве машиностроения и приборостроения СССР на основе реорганизованного ОКБ-4 завода электроаппаратов Министерства авиационной промышленности СССР. Институт начал разработку приборов и средств автоматизации, обеспечивающих контроль, учёт ресурсов, автоматическое регулирование и управление технологическими процессами для нужд теплоэнергетики, металлургии, химии, коммунального хозяйства.
В 1955 году «НИИЛаборприбор» был переименован в «Научно-исследовательский институт теплоэнергетического приборостроения» («НИИТеплоприбор»).
В 1957 году на институт были возложены задачи по созданию специальных приборов для атомных энергоустановок и атомного подводного флота. Институт участвовал в разработке приборов для дизельных и атомных энергетических установок, систем жизнеобеспечения, заправочных и испытательных комплексов, в том числе для проектов «Конус», «Пульс», «Плавник», «Информация», «Ресурс 3», «Ресурс 44», корабельных комплексов датчиков и сигнализаторов давления, перепада давления, расхода, уровня, в том числе для высокоагрессивных и взрывоопасных сред, дозаторы морской воды.
В 1970—1980-е годы разработанные «НИИТеплоприбор» промышленные контроллеры «Ремиконт», «Ломиконт» и «Димиконт» были освоены для производства в ПО «Электроприбор», после чего нашли широкое применение в системах АСУ ТП металлургической, химической, энергетической и других отраслей промышленности.
Технологические процессы, разработанные в институте, были внедрены на ряде приборостроительных заводов России и стран зарубежья.
Среди разработанных НИИ общероссийских стандартов: «ГОСТ Р 50601-93. Счётчики питьевой воды крыльчатые», «ГОСТ Р 52932-2008. Счётчики электромагнитные, ультразвуковые, вихревые и струйные для водяных систем теплоснабжения» и другие.
В 1994 году «НИИТеплоприбор» получил статус Государственного научного центра Российской Федерации.
НИИ участвовал в выполнении ряда Федеральных целевых программ. В рамках ФЦП «Национальная технологическая база на 2007—2011 гг.» был создан универсальный автоматизированный технологически-метрологический расходомерный комплекс (ТМРК).
В институте был создан программно-технический комплекс «КВИНТ» и автоматизированные системы управления технологическими процессами (АСУ ТП) на базе данного комплекса. Институт первым в России начал разрабатывать микропроцессорную технику для автоматизации тепловых электростанций.
В 1995 году на ТЭЦ-27 Мосэнерго был поставлен первый в России отечественный программно-технический комплекс первого поколения. В дальнейшем были созданы и введены в эксплуатацию системы автоматизации ряда крупных объектов электро- и теплоэнергетики (ГРЭС, ТЭЦ, РТС) в России и за рубежом.
С 2005 года энергоблоки, управляемые ПТК «КВИНТ», начали участвовать в нормированном первичном регулировании частоты и мощности, а в 2008 году на блоке № 1 300 МВт Киришской ГРЭС, управляемом ПТК «КВИНТ СИ», впервые в практике российской тепловой энергетики был успешно реализован пилотный проект автоматического вторичного регулирования частоты и мощности.
Также «НИИТеплоприбор» участвовал в разработке приборов для Китайского экспериментального реактора на быстрых нейтронах (CEFR).
В 2014 году, по распоряжению Правительства РФ, НИИ был включён в список институтов, подлежащих приватизации. В 2017 году было принято решение о включении НИИ после приватизации в состав холдинга «Объединённая судостроительная корпорация». Проведение данных процедур запланировано на 2020—2022 годы.
В 2015 году институт вошёл в рейтинг WRIR в категории «Инженерные науки и нанотехнологии».
В 2016 году институт завершил разработку бесконтактных высокоточных лазерных измерителей скорости и длины для широкого применения в кабельной промышленности, в металлургии, при производстве пленок, текстильной и бумажной продукции. Создан прототип лазерного лага (ЛАГ-Л) для измерения относительной скорости и пройденного расстояния речных и морских судов.
В 2019 году «НИИТеплоприбор» представил разработанный совместно с «Аэроприбор-Восход» лазерный измеритель воздушной скорости для БПЛА.

## Руководители
- А. И. Каширин (1953—1958)
- К. Б. Арутюнов (1958—1963)
- А. П. Юркевич (1964—1970)
- Г. Г. Иордан (1970—1991)[14]
- Н. М. Курносов (1991—2003)
- С. И. Кузнецов (2003—2014)
- Д. А. Козлов (2014—2017)
- В. И. Пасканный (2018—н.в.)

## Награды
- Ленинская премия (1963)
- Ленинская почётная грамота (1970)[15]
- Переходящее Красное знамя (1974)[16]
- Государственная премия СССР в области техники (1977) — за разработку теоретических основ и принципов инвариантности высокочастотного радиоволнового метода измерения неэлектрических величин, создание на этой базе и внедрение в серийное производство комплекса высокочастотных приборов контроля технологических параметров[17]
- Орден Трудового Красного Знамени (1981) — за достигнутые успехи в создании средств измерения, контроля, регулирования и управления технологическими процессами, досрочное выполнение заданий десятой пятилетки и социалистических обязательств[18]
- Премия Правительства Российской Федерации в области науки и техники (1997) — за разработку, освоение производства и внедрение в эксплуатацию нового поколения интегрированных средств автоматизации технологических процессов[19]